# John Mather
John Cromwell Mather (Roanoke, 7 de agosto de 1946) é um astrofisico e cosmólogo estadunidense.
É astrofísico da NASA, no Goddard Space Flight Center, em Maryland. Em 2006 recebeu o Nobel de Física, juntamente com George Smoot, pela descoberta da forma de corpos negros e da anisotropia da radiação cósmica de fundo, trabalho fundamental para consolidar a teoria do Big Bang.

## Graduações
- 1968 - Bachelor of Arts (Física), Swarthmore College
- 1974 - Doctor of Philosophy (Física), Universidade da Califórnia em Berkeley